# Giovanni Piccioni
Giovanni Piccioni   (Orvieto, 1548 - 1619) fou un compositor italià del barroc.
Aquest organista i compositor va publicar sis llibres de Madrigali a cinque voci, l'últim dels quals porta per títol Il pastor fido musicale (Venècia, 1602).
A més va compondre, molts motets, entre ells els llibres titulats Concerti acclesiastici et motteti (Venècia, 1610), a veus diverses, i Concerti eclesiastici sacri a due, tre e quattro voci (Roma, 1619).